# 74 Velorum
74 Velorum (h Velorum) é uma estrela na direção da Vela. Possui uma ascensão reta de 08h 49m 39.17s e uma declinação de −40° 19′ 12.6″. Sua magnitude aparente é igual a 5.47. Considerando sua distância de 1590 anos-luz em relação à Terra, sua magnitude absoluta é igual a −2.97. Pertence à classe espectral A2/A3IV.